# Pseudogeloius decorsei
Pseudogeloius decorsei är en insektsart som först beskrevs av Bolívar, I. 1905.  Pseudogeloius decorsei ingår i släktet Pseudogeloius och familjen Pyrgomorphidae. Inga underarter finns listade i Catalogue of Life.